# Eoarqueano
Na escala de tempo geológico, o Eoarqueano é a mais antiga era do éon Arqueano, que está compreendida entre 4000 milhões de anos e 3600 milhões de anos. A era Eoarqueana sucede a era Ímbrica de éon Hadeano e precede a era Paleoarqueana, de seu éon. Como as outras eras de seu éon, não se divide em períodos.